# Lagonosticta nitidula
L'amaranto bruno (Lagonosticta nitidula Hartlaub, 1886) è un uccello passeriforme della famiglia degli Estrildidi.

## Descrizione

### Dimensioni
Misura fino a 11 cm di lunghezza, per un peso che va dai 9 agli 11 grammi.

### Aspetto
Si tratta di uccelli massicci, muniti di corte ali arrotondate, coda squadrata e forte becco appuntito e di forma conica.

La livrea è perlopiù grigio-brunastra, più tendente al bruno-olivastro sulle ali e più chiara sul ventre: codione, faccia e gola sono di colore rosso scuro, che si continua su petto e fianchi sotto forma di una decisa sfumatura di color rosso vinaccia, con presenza di numerose macchie bianche orlate di nero. Nella femmina, tale sfumatura è assente (pur essendo presenti le maccie bianche), mentre il rosso facciale è appena accennato. La coda è nera, il becco è di colore rosso con base e punta nero-bluastre, le zampe sono di colore carnicino, gli occhi sono bruno-nerastri.

## Biologia
Si tratta di uccelli diurni e piuttosto schivi, che si muovono in coppie o tutt'al più in piccoli gruppetti familiari di 4-6 esemplari: essi passano la maggior parte della giornata alla ricerca del cibo, al suolo o fra l'erba alta e i cespugli.

### Alimentazione
L'amaranto bruno è un uccello granivoro, che privilegia i piccoli semi di graminacee caduti al suolo: si nutre inoltre di bacche, frutta e piccoli invertebrati, principalmente insetti di piccole dimensioni.

### Riproduzione
Il periodo riproduttivo cade generalmente durante la fase finale della stagione delle piogge, in maniera tale da assicurare ai nascituri un'abbondante quantità di cibo.

Il maschio e la femmina collaborano alla costruzione del nido, che è di forma sferica e viene edificato intrecciando fili d'erba e fibre vegetali, imbottendo invece l'interno con muschio e piume. Al suo interno la femmina depone 3-5 uova biancastre, che entrambi i sessi provvedono a covare (alternandosi durante il giorno e dormendo assieme nel nido durante la notte) per circa due settimane, al termine delle quali schiudono pulli ciechi ed implumi. Essi vengono accuditi da ambedue i genitori e sono in grado d'involarsi attorno ai 18-19 giorni dalla schiusa, tuttavia tendono a rimanere nei pressi del nido (tornandovi a dormire durante la notte e chiedendo sempre più sporadicamente l'imbeccata ai genitori) per almeno altre tre settimane prima di allontanarsene definitivamente.

## Distribuzione e habitat
L'amaranto bruno occupa un areale che si estende dall'Angola sud-orientale alla sponda sud-occidentale del lago Tanganica: questa specie si mostra maggiormente legata ad ambienti umidi rispetto alle altre specie congeneri, dato che il suo habitat d'elezione è rappresentato dai canneti e dalle aree umide alberate, anche alluvionali (come il delta dell'Okavango), fino a 2000 m di quota. Si è inoltre adattato a vivere nelle zone d'irrigazione, nelle aree coltivate e nelle macchie di vegetazione lungo argini e canali di drenaggio.